# Rårup
Rårup is een plaats in de Deense regio Midden-Jutland, gemeente Hedensted, en telt 491 inwoners (2008).